# Reginald Marsh (artiste)
Pour les articles homonymes, voir Reginald Marsh et Marsh.
Reginald Marsh, né le 14 mars 1898 et mort le 3 juillet 1954, est un artiste peintre, graveur et illustrateur américain.

## Biographie
Reginald Marsh est né dans le 14e arrondissement de Paris, dans un appartement situé au-dessus du Café du Dôme. Il est le deuxième fils d'artistes américains. Sa mère, Alice Randall Marsh (en), était une peintre miniaturiste et son père, Frederick Dana Marsh (en), était un muraliste et l'un des premiers peintres américains à représenter l'industrie moderne. La famille était aisée ; le grand-père paternel de Marsh avait fait fortune en créant une entreprise d'emballage de viande. En 1901, la famille de Reginald quitte Paris pour s'installer à Nutley, dans le New Jersey, au sein d'une colonie d'artistes appelée « The Enclosure », fondée par Frank Fowler (1852-1910). Le jeune garçon fait ses études à l'école de Lawrenceville, puis intègre l'université Yale, où il produit des illustrations pour le journal humoristique du campus, The Yale Record. Après ses études, il s'installe à New York et décide de devenir dessinateur de presse. Il commence en 1922 au New York Daily News, puis, en 1925, il est, avec son ancien condisciple Peter Arno, l'un des premiers cartoonists à rejoindre The New Yorker auquel il collaborera jusqu'en 1944. Il collabore aussi à New Masses, fondé en 1926.
Dans l'intervalle, il décide de s'inscrire à l'Art Students League of New York pour apprendre l'art de peintre et suit les cours de John French Sloan, un artiste sensible aux idées socialistes. Ses premières peintures datent de 1923. Cette année-là, il épouse Betty Burroughs, étudiante comme lui à l'Art Students, fille du peintre Bryson Burroughs (en). Le couple divorcera en 1933. En 1925, il revoit Paris pour la première fois depuis sa petite enfance et visite le musée du Louvre, s'imprégnant des maîtres de la Renaissance et de l'époque baroque. Durant son séjour parisien, il rencontre son compatriote Thomas Hart Benton et poursuivent leur voyage jusqu'à Florence. Ce « Grand Tour » initiatique et éducatif marque profondément ces premières peintures. Dans le cadre de l'Art Students, il suivit les cours de Kenneth Hayes Miller et George Luks, qui travaillaient pour la grande distribution et la publicité, et poussèrent le jeune homme à s'ouvrir au design, au nouvelles formes de communication, mais également à trouver sa propre façon d'exprimer le monde à travers ses tableaux et ses aquarelles. Miller restera pour Marsh un guide précieux. Reginald travaille ensuite avec John Steuart Curry au sein d'un atelier commun, et reçoivent en 1940 l'enseignement de Jacques Maroger.
Durant les années 1930, Marsh propose ses services à de nombreux événements culturels, par exemple les Jeux olympiques d'été de 1932 et ceux de 1936. Il est également très actif dans le cadre des Federal Art Project lancés par l'administration Roosevelt en 1935, par exemple la fresque exécutée pour le siège du département des Postes des États-Unis (The Mail Mural, 1936, Washington) ou celle destinée à au Bureau des douanes américaines (The Rotunda Mural, 1937, Manhattan).
À partir de 1939, il devient enseignant à l'Art Students League of New York ; durant les sessions d'été, il a pour élève Roy Lichtenstein, lequel s'en souviendra. Durant les années 1940, Marsh fournit des dessins aux magazines Esquire, Fortune, et Life.
Au début des années 1950, Marsh reçoit les honneurs de l'Académie américaine des arts et des lettres. Il meurt des suites d'une crise cardiaque le 3 juillet 1954 à Dorset (Vermont).

## Œuvre
Reginald Marsh se détourna très tôt de l'art moderne, de l'abstraction, et privilégia le figuratif. Son style peut être rattaché au « réalisme social américain ». Son travail est marqué par la Grande Dépression et se concentre surtout sur la représentation des foules, et moins des individus. Ses différentes modes d'expressions ont été la peinture sur toile, la fresque, la gravure, le dessin. Il laisse plus de 5 000 esquisses et illustrations.

### Gravures
Marsh expérimente le linoléum, il en produisit une trentaine. Par la suite, il s'intéressa fortement à l'eau-forte, on compte 205 planches à son actif. Une remarquable série provient de son séjour français, en 1926, figurant des vagabonds, des femmes et des paysages urbains. Il aborde le dessin sur pierre en 1928, là encore, des lithographies originales marquées par son séjour parisien, puisque la capitale française reste au centre de ses représentations.